# ضاحي الشمري
ضاحي الشمري (مواليد 20 أكتوبر 1999) هو لاعب كرة قدم كويتي محترف، يلعب كلاعب وسط لنادي الشباب.

## المسيرة الكروية
في أواخر موسم 2018-2019، شارك ضاحي الشمري لأول مرة مع نادي الجهراء؛ حيث كان لاعباً أساسياً في الفريق. في موسم 2019-2020، فاز مع النادي بدوري الدرجة الأولى الكويتي.
في نهاية الموسم وقع مع نادي الكويت حيث لعب في الغالب كبديل وسجل هدفين في ذلك الموسم.
بعد موسم واحد عاد ضاحي الشمري إلى نادي الجهراء، وفاز معهم بدوري الدرجة الأولى الكويتي مرة أخرى، كان النادي يمر بأزمة إدارية وديون مستحقة للاعبين. في أواخر عام 2022، ترك النادي ووقع مع نادي كاظمةعقداً قصير الأجل.

### النادي العربي (الكويت)
في يونيو 2023، وقع ضاحي الشمري مع النادي العربي عقداً لمدة عامين. في الجولة النهائية للدوري الكويتي الممتاز 2024-25، هزم نادي الكويت النادي العربي. هنأ ضاحي الشمري منشورات النادي الرسمية على وسائل التواصل الاجتماعي؛ مما أثار غضب جماهير النادي العربي. صرح ضاحي الشمري لاحقًا بأنه هنأ زملائه السابقين فقط واعتذر لجماهير النادي العربي، وذكر أنه مر موسمان وما زال لم يحصل على فرصة للعب. غادر النادي العربي في نهاية عقده بعد نهاية موسم 2024-25.

### نادي الشباب
في 25 يونيو 2025 أعلن نادي الشباب عن توقيع ضاحي الشمري.

## إنجازات

### معنادي الجهراء
- دوري الدرجة الأولى الكويتي: 2019-20، 2021-22

### معنادي الكويت
- كأس الأمير (الكويت): 2020-21
- كأس ولي العهد (الكويت): 2021-2021
- كأس السوبر الكويتي: 2020

## روابط خارجية
- ضاحي الشمري على موقع سكرواي